# Compus organofosforat
Compușii organofosforați (sau organofosforici) sunt compuși organici care conțin fosfor. Principalele lor utilizări sunt în domeniul insecticidelor, în ciuda faptului că unii sunt extrem de toxici pentru om, precum sunt sarinul, tabunul și VX.
Chimia compușilor organici cu fosfor este ramura care studiază proprietățile și reactivitatea compușilor organofosforați. Fosforul, ca și azotul, se află în grupa a 15-a a tabelului periodic, așadar compușii fosforului și ai azotului prezintă proprietăți similare.